# Dr. Dre Presents: The Aftermath
Dre Presents... The Aftermath — музична збірка американського репера Dr. Dre, випущена 26 листопада 1996 року як перший альбом на лейблі Aftermath Entertainment. Альбом був спродюсований продюсерською командою Aftermath Soul Kitchen, яка складалася з Dr. Dre, Bud'da, Flossy P, Stu-B-Doo та Chris «The Glove» Taylor.

## Про альбом
Альбом ознаменував повернення Dr. De після його відходу з Death Row Records у березні 1996 року, де сам Дре просунув гангста-реп у мейнстрім. Дре співзаснував Death Row Records у 1991 році на тлі його важкого відходу від Ruthless Records та його новаторської гангста-реп-групи N.W.A.
У першому синглі альбому, «East Coast/West Coast Killas», виступають відомі репери з Каліфорнії та Нью-Йорка (RBX, KRS-One, B-Real, Nas), які критикують нещодавню «війну» між Сходом і Заходом. Дре сам бере участь у приспіві, а музичне відео містить епізодичну появу південного репера Scarface. Другий сингл, «Been There, Done That», є єдиним сольним треком Dr. Dre на релізі.
Альбом зайняв 6 місце в чарті Billboard 200 і 3 місце в Top R&B/Hip Hop-Albums. Тим не менш, він отримав змішані рецензії та теплі оцінки, хоча був помітно слабшим, ніж дебют Дре The Chronic 1992 року. Dre Presents... The Aftermath отримав платиновий статус.

## Список композицій
| #   | Назва                                                                              | Продюсер(и)                                    | Тривалість |
| --- | ---------------------------------------------------------------------------------- | ---------------------------------------------- | ---------- |
| 1.  | «Aftermath (The Intro)» (RC, Sharief and Sid McCoy)                                | Dr. Dre, Mel-Man                               | 2:51       |
| 2.  | «East Coast/West Coast Killas» (Group Therapy (RBX, KRS-One, B-Real та Nas))       | Dr. Dre, Stu-B-Doo, Stocks McGuire             | 4:54       |
| 3.  | «Shittin' on the World» (D-Ruff, Hands-On та Mel-Man)                              | Dr. Dre, Mel-Man                               | 4:58       |
| 4.  | «Blunt Time» (RBX, Dr. Dre та Roger Troutman)                                      | Dr. Dre, Stu-B-Doo                             | 4:22       |
| 5.  | «Been There, Done That» (Dr. Dre)                                                  | Bud'da, Dr. Dre                                | 5:10       |
| 6.  | «Choices» (Kim Summerson)                                                          | Ewart A. Wilson Jr., Floyd Howard, Glen Mosley | 4:45       |
| 7.  | «As the World Keeps Turning» (Cassandra McCowan, Mike Lynn, Flossy P та Stu-B-Doo) | Flossy P, Chris «The Glove» Taylor             | 4:43       |
| 8.  | «Got Me Open» (Hands-On, Dr. Dre)                                                  | Bud'da                                         | 4:19       |
| 9.  | «Str-8 Gone» (King T)                                                              | Bud'da                                         | 4:33       |
| 10. | «Please» (Maurice Wilcher та Nicole Johnson)                                       | Maurice Wilcher                                | 4:22       |
| 11. | «Do 4 Love» (Jheryl Lockhart)                                                      | Bud'da                                         | 3:23       |
| 12. | «Sexy Dance» (Cassandra McCowan, Jheryl Lockhart та RC)                            | Bud'da, Dr. Dre                                | 4:55       |
| 13. | «No Second Chance» (Who'z Who)                                                     | Rodney Duke, Rose Griffin                      | 4:49       |
| 14. | «L.A.W. (Lyrical Assault Weapon)» (Sharief)                                        | Stu-B-Doo                                      | 4:24       |
| 15. | «Nationowl» (Christian Nowlin)                                                     | Bud'da                                         | 4:06       |
| 16. | «Fame» (Jheryl Lockhart, King T та RC)                                             | Dr. Dre, Chris «The Glove» Taylor              | 4:30       |

## Чарти
| Чарт (1996–1997)                       | Пікова позиція |
| -------------------------------------- | -------------- |
| Канада Canadian Albums (RPM)           | 69             |
| США Billboard 200                      | 6              |
| США Top R&B/Hip-Hop Albums (Billboard) | 3              |

| Чарт (1997)                            | Позиція |
| -------------------------------------- | ------- |
| США Billboard 200                      | 152     |
| США Top R&B/Hip-Hop Albums (Billboard) | 71      |

## Сертифікації
| Регіон                                             | Сертифікація | Продажі    |
| -------------------------------------------------- | ------------ | ---------- |
| США (RIAA)                                         | Платиновий   | 1 000 000^ |
| ^відвантаження, що базуються лише на сертифікаціях |              |            |